# Урак (приток Лысьвы)
Урак — река в России, протекает в Сивинском и Верещагинском районах Пермского края. Устье реки находится в 27 км по левому берегу реки Лысьва. Длина реки составляет 18 км.
Исток реки находится на Верхнекамской возвышенности в 6 км к юго-западу от села Буб. Река течёт на юго-восток, протекает деревни Кудрино, Нежданово, Евсино. Приток — Белая (пр). Впадает в Лысьву у деревни Пинаево.

## Данные водного реестра
По данным государственного водного реестра России, относится к Камскому бассейновому округу, водохозяйственный участок реки — Кама от города Березники до Камского гидроузла, без реки Косьва (от истока до Широковского гидроузла), Чусовая и Сылва, речной подбассейн реки — бассейны притоков Камы до впадения Белой. Речной бассейн реки — Кама.
Код объекта в государственном водном реестре — 10010100912111100009547.